# Politică fiscală
În economie și științe politice, politica fiscală este utilizarea colectării veniturilor guvernamentale (impozite sau reduceri de impozite) și a cheltuielilor guvernamentale pentru a influența economia unei țări. Utilizarea veniturilor și cheltuielilor guvernamentale pentru a influența variabilele macroeconomice dezvoltate ca urmare a Marea criză economică, când abordarea laissez-faire anterioară a managementului economic a fost discreditată. Politica fiscală se bazează pe teoriile economistului britanic John Maynard Keynes, a cărei economie keynesiană a indicat că schimbările guvernamentale în nivelurile de impozitare și cheltuielile guvernamentale influențează cererea agregată și nivelul activității economice. Politica fiscală și monetară sunt strategiile cheie utilizate de guvernul țării și de banca centrală pentru a-și avansa obiectivele economice. Combinarea acestor politici permite acestor autorități să țintească inflația (care este considerată „sănătoasă” la un nivel de 2% –3%) și să crească ocuparea forței de muncă. În plus, este conceput pentru a încerca să mențină creșterea PIB-ului la 2% –3% și rata șomajului aproape de rata naturală a șomajului de 4% –5%. Aceasta implică faptul că politica fiscală este utilizată pentru stabilizarea economiei pe parcursul ciclului de afaceri.
Modificările nivelului și componenței impozitării și a cheltuielilor guvernamentale pot afecta variabile macroeconomice, inclusiv:
- cererea agregată și nivelul activității economice
- economii și investiții
- distribuția veniturilor
- Alocare resurselor.

Politica fiscală poate fi diferențiată de politica monetară, în condițiile în care politica fiscală se ocupă cu impozitarea și cheltuielile guvernamentale și este adesea administrată de un departament guvernamental; în timp ce politica monetară se ocupă de masa monetară, ratele dobânzilor și este adesea administrată de o bancă centrală a unei țări. Atât politicile fiscale, cât și cele monetare influențează performanțele economice ale unei țări.

## Legături externe
- Fiscal Policy topic page from britannica.com